# Jastków
Jastków ist ein polnisches Dorf sowie Sitz der gleichnamigen Landgemeinde im Powiat Lubelski der Woiwodschaft Lublin.

## Gemeinde
Zur Landgemeinde Jastków gehören weitere 24 Ortschaften mit einem Schulzenamt.